# Носков, Владимир Александрович (художник)
Владимир Александрович Носков (род. 10 января 1926 года, Евпатория, РСФСР, СССР — 2 июля 2007 года) — советский и российский художник-график, ксилограф, народный художник РСФСР (1986).

## Биография
Родился 10 января 1926 года в Евпатории.
В 1952 году — окончил Московский полиграфический институт, ученик В. Р. Эйгеса и А. Д. Гончарова.
Иллюстрировал и оформлял книги для издательств «Молодая гвардия», «Художественная литература», «Детская литература», «Прогресс»:
- «Малахитовая шкатулка» Петра Бажова (1952)
- «Старшая Эдда» Чарльза Диккенса (1952)
- «Записки кинорежиссера» С. Эйзенштейна (1958, диплом на Всесоюзном конкурсе искусства книги 1958)
- «Мария Стюарт» (1959)
- «Искусство США» А. Чегодаева (1960, диплом 1-й степени на Всесоюзном конкурсе искусства книги 1960)
- «Глубокий тыл» Б. Полевого (1964)
- «Трагедии» Еврипида (1969)
- «Поэмы о Ленине». Сб. (1967),
- «Мой Дагестан» Р. Гамзатова (1972, поощрительный диплом на Всесоюзном конкурсе искусства книги 1972),
- «История Тома Джонса, найденыша» Генри Филдинга (1973, специальный диплом на Всесоюзном конкурсе искусства книги 1973)
- «Плутовской роман» (1975),
- «Беовульф. Старшая Эдда. Песнь о Нибелунгах» (1975)
- «Стихотворения. Рассказы» Эдагар По (1975, специальный диплом на Всесоюзном конкурсе искусства книги 1976, бронзовая медаль ИБА-77)
- «Великий Октябрь» (1977)
- «Французская классическая эпиграмма» (1979, диплом 1-й степени на Всесоюзном конкурсе искусства книги 1979)
- «За землю русскую» (1979)
- «Великий врачеватель» (1980)
- «Слово о полку Игореве» (1980)
- «Датская народная баллада» (1980)

В целом, Носков - автор иллюстраций к более чем 700 книг, предпочитал работать в технике ксилографии, проиллюстрировал произведения таких разных авторов, как Генри Филдинг и Готхольд Эфраим Лессинг, Томас Гарди и Эдгар По. Среди иллюстраций к средневековым произведениям — «Старшая Эдда» и «Песнь о Нибелунгах» (1975), роман о Тристане и Изольде (1967).
В серии «Сокровища древнерусской литературы» Носков выполнил рисунки к «Слову о полку Игореве». В 1981 году — им была опубликована новая серия гравюр к «Слову о полку Игореве», в которой ощущается воздействие гравюр Фаворского, особенно в миниатюрах на разворотах листов.
Член Союза художников СССР, Союза журналистов СССР, член Графического бюро Московской организации СХ РСФСР. Участник и лауреат всесоюзных и международных выставок.
Владимир Александрович Носков умер 2 июля 2007 года.

## Награды
- Народный художник РСФСР (1986)
- Заслуженный художник РСФСР (1978)